# Lijst van nummer 1-hits in De Afrekening in 2009
Deze nummers stonden in 2009 op nummer 1 in De Afrekening van Studio Brussel:
| Datum                            | Artiest                  | Titel                         |
| -------------------------------- | ------------------------ | ----------------------------- |
| 7 januari (Eindafrekening 2008)  | dEUS                     | The Architect                 |
| 14 januari                       | The Black Box Revelation | Never Alone / Always Together |
| 21 januari                       | Kings of Leon            | Use Somebody                  |
| 28 januari                       | Kings of Leon            | Use Somebody                  |
| 4 februari                       | Kings of Leon            | Use Somebody                  |
| 11 februari                      | Kings of Leon            | Use Somebody                  |
| 18 februari                      | Kings of Leon            | Use Somebody                  |
| 25 februari                      | Kings of Leon            | Use Somebody                  |
| 4 maart                          | The Hickey Underworld    | Future Words                  |
| 11 maart                         | The Hickey Underworld    | Future Words                  |
| 18 maart                         | The Hickey Underworld    | Future Words                  |
| 25 maart                         | Jasper Erkens            | Waiting Like A Dog            |
| 1 april                          | Jasper Erkens            | Waiting Like A Dog            |
| 8 april                          | Jasper Erkens            | Waiting Like A Dog            |
| 15 april                         | Jasper Erkens            | Waiting Like A Dog            |
| 22 april                         | Jasper Erkens            | Waiting Like A Dog            |
| 29 april                         | Depeche Mode             | Wrong                         |
| 6 mei                            | Depeche Mode             | Wrong                         |
| 13 mei                           | Depeche Mode             | Wrong                         |
| 20 mei                           | Daan                     | Exes                          |
| 27 mei                           | Daan                     | Exes                          |
| 3 juni                           | Daan                     | Exes                          |
| 10 juni                          | The Black Box Revelation | High On A Wire                |
| 17 juni                          | The Black Box Revelation | High On A Wire                |
| 24 juni                          | eels                     | That Look You Give That Guy   |
| 1 juli                           | Customs                  | Rex                           |
| 8 juli                           | Customs                  | Rex                           |
| 15 juli                          | Customs                  | Rex                           |
| 22 juli                          | Customs                  | Rex                           |
| 29 juli                          | Jasper Erkens            | Stay Alive                    |
| 5 augustus                       | Jasper Erkens            | Stay Alive                    |
| 12 augustus                      | Jasper Erkens            | Stay Alive                    |
| 19 augustus                      | Jasper Erkens            | Stay Alive                    |
| 26 augustus                      | Bloc Party               | One More Chance               |
| 2 september                      | Bloc Party               | One More Chance               |
| 9 september                      | Muse                     | Uprising                      |
| 16 september                     | Muse                     | Uprising                      |
| 23 september                     | Editors                  | Papillon                      |
| 30 september                     | Editors                  | Papillon                      |
| 7 oktober                        | Editors                  | Papillon                      |
| 14 oktober                       | Editors                  | Papillon                      |
| 21 oktober                       | Editors                  | Papillon                      |
| 28 oktober                       | Absynthe Minded          | Envoi                         |
| 4 november                       | Absynthe Minded          | Envoi                         |
| 11 november                      | Absynthe Minded          | Envoi                         |
| 18 november                      | Customs                  | Justine                       |
| 25 november                      | Customs                  | Justine                       |
| 2 december                       | Jasper Erkens            | The Brighter Story            |
| 9 december                       | Jasper Erkens            | The Brighter Story            |
| 16 december (De Afrekening 2000) | 3 Doors Down             | Kryptonite                    |

- Nederland (Top 40)
- Nederland (Single Top 100)
- Nederland (3FM Mega Top 50)
- Nederland (Kink 40)
- Nederland (DVD Top 30)
- Vlaanderen (Radio 2 Top 30)
- Vlaanderen (Ultratop 50)
- Vlaanderen (Top 30 van Ultratop)
- Vlaanderen (De Afrekening)
- Wallonië
- Australië
- Canada
- Denemarken
- Duitsland
- Frankrijk
- Ierland
- Italië
- Luxemburg
- Nieuw-Zeeland
- Noorwegen
- Oostenrijk
- Spanje
- Verenigd Koninkrijk
- Verenigde Staten (Hot 100)
- Zweden
- Zwitserland